# Амайзер, Антон
Антон Амейзер (нем. Anton Ameiser; 1 августа 1907, Мюнхен, Германия — 20 февраля 1976, Мюнхен, Германия) — оберштурмбаннфюрер СС, кавалер Рыцарского креста Железного креста.

## Карьера
10 марта 1933 года вступает с ряды СС (№ 156587), а 1 апреля в НСДАП (№ 1663557). 13 сентября 1936 года произведён в унтерштурмфюреры. В марте 1942 года 1й ординанс-офицер штаба кавалерийской бригады СС. Служит в 22-й добровольческой кавалерийской дивизии СС «Мария Терезия», где к 1944 году становится командиром 52-го кавалерийского полка СС.
В сентябре-октябре 1944 и феврале-марте 1945 возглавлял боевую группу «Амейзер», во главе которой отличался в Венгрии. За храбрость во время обороны Будапешта, 1 ноября 1944 года награждён Рыцарским крестом Железного креста.
С марта 1945 года командовал 94-м кавалерийским полком СС в составе 37-я добровольческой кавалерийской дивизии СС «Лютцов».

## Награды
- Железный крест 2-го класса
- Железный крест 1-го класса
- Медаль «За зимнюю кампанию на Востоке 1941-1942»
- Нагрудный знак За ранение в золоте
- Рыцарский крест (1 ноября 1944)